# Kategoria Superiore 2011/2012
Kategoria Superiore 2011/2012 var den 73:e officiella säsongen av den högsta divisionen inom albansk fotboll och den 14:e under namnet Kategoria Superiore. Säsongen inleddes den 10 september 2011 och avslutades i maj 2012. Regerande mästare var Skënderbeu Korçë som vann sitt andra ligaguld under den föregående säsongen. Skënderbeu Korçë lyckades försvara sin titel genom att vinna säsongen 2011/2012. De två klubbar som flyttades ned direkt genom att de slutade på de två sista platserna var KS Dinamo Tirana och KS Pogradeci. Därtill fick de tre klubbar som slutat ovan de två sista platserna spela ett kval mot en klubb från Kategoria e Parë. KS Kamza förlorade sin kvalmatch och flyttades ned till Kategoria e Parë.

## Klubbar
Inför säsongen hade antalet klubbar utökats från 12 till 14.
Besa Kavajë och KS Elbasani slutade på 11:e respektive 12:e plats i ligan år 2010/2011 och de flyttades därför ned till Kategoria e Parë. Deras platser fylldes av vinnaren och 2:an i Kategoria e Parë, KS Pogradeci och Tomori Berat. 
Utöver detta, på grund av att antalet klubbar i ligan utökats från 12 till 14, fick även trean och fyran från Kategoria e Parë flyttas upp, vilket var KS Kamza och Apolonia Fier.
Dessutom spelades två kvalmatcher, i vilka Shkumbini Peqin och KS Dinamo Tirana lyckades behålla sina platser i ligan.
| Klubb            | Stad     | Arena                    | Kapacitet |
| ---------------- | -------- | ------------------------ | --------- |
| Apolonia Fier    | Fier     | Stadiumi Loni Papuçiu    | 12 000    |
| Bylis Ballsh     | Ballsh   | Stadiumi Adush Muça      | 6 500     |
| Dinamo Tirana    | Tirana   | Stadiumi Selman Stërmasi | 12 500    |
| Flamurtari Vlorë | Vlora    | Stadiumi Flamurtari      | 8 500     |
| Kastrioti        | Kruja    | Stadiumi Kastrioti       | 8 500     |
| KF Kamza         | Kamëz    | Fusha Sportive Kamëz     | 5 500     |
| KF Laçi          | Laç      | Stadiumi Laçi            | 11 000    |
| KF Tirana        | Tirana   | Stadiumi Selman Stërmasi | 12 500    |
| Pogradeci        | Pogradec | Gjorgji Kyçyku Stadion   | 10 000    |
| Shkumbini Peqin  | Peqin    | Stadiumi Peqin           | 5 000     |
| Skënderbeu       | Korça    | Stadiumi Skënderbeu      | 12 000    |
| Teuta Durrës     | Durrës   | Stadiumi Niko Dovana     | 13 000    |
| Tomori           | Berat    | Tomori Stadium           | 14 500    |
| Vllaznia         | Shkodra  | Stadiumi Loro-Boriçi     | 16 000    |

## Ligatabell
| Nr | Lag              | S  | V  | O | F  | GM | IM | MS  | P  |
| -- | ---------------- | -- | -- | - | -- | -- | -- | --- | -- |
| 1  | Skënderbeu       | 26 | 17 | 6 | 3  | 45 | 16 | +29 | 57 |
| 2  | Teuta Durrës     | 26 | 17 | 5 | 4  | 33 | 18 | +15 | 56 |
| 3  | KF Tirana        | 26 | 16 | 5 | 5  | 33 | 21 | +12 | 53 |
| 4  | Flamurtani       | 26 | 13 | 7 | 6  | 42 | 20 | +22 | 46 |
| 5  | Kastrioti        | 26 | 11 | 5 | 10 | 37 | 30 | +7  | 38 |
| 6  | Vllaznia Shkodër | 26 | 10 | 5 | 11 | 39 | 33 | +6  | 35 |
| 7  | Bylis Ballsh     | 26 | 9  | 8 | 9  | 40 | 37 | +3  | 35 |
| 8  | Laçi1            | 26 | 11 | 7 | 8  | 26 | 28 | −2  | 40 |
| 9  | Shkumbini        | 26 | 8  | 7 | 11 | 37 | 45 | −8  | 31 |
| 10 | Tomori           | 26 | 8  | 4 | 14 | 36 | 47 | −11 | 28 |
| 11 | Kamza            | 26 | 7  | 6 | 13 | 22 | 32 | −10 | 27 |
| 12 | Apolonia Fier    | 26 | 5  | 6 | 15 | 27 | 46 | −19 | 21 |
| 13 | Pogradeci1       | 26 | 6  | 4 | 16 | 25 | 47 | −22 | 22 |
| 14 | Dinamo Tirana1   | 26 | 3  | 7 | 16 | 19 | 41 | −22 | 16 |

1Dinamo Tirana fick ett poängavdrag på tre poäng för att inte ha betalat Dario Bodrušić, efter beslut av Fifa. 
Dessa lag har fått poängavdrag som inte räknas med i tabellen. Det vill säga att för dessa klubbar skall följande antal poäng räknas bort: Dinamo Tirana (-3 p), Pogradeci (-3 p), KF Laçi (-6 p). Klubbarnas positioner i tabellen är korrekta, men poängen för dessa tre lag dras av med så många poäng som de bestraffats med i avdrag.

### Nedflyttningskval
Efter att säsongen avslutats fick de tre klubbar som slutade 10:a, 11:a och 12:a spela ett kvalspel om sina platser i Kategoria Superiore mot tre klubbar från Kategoria e Parë. Dessa klubbar var Tomori Berat som ställdes mot Besëlidhja Lezhë, Kamza som ställdes mot Besa Kavajë samt Apolonia Fier som ställdes mot Lushnja. Det spelades enbart en match, som förlades på neutral mark, det vill säga att ingen av klubbarna fick fördelen av att spela på hemmaplan.
|           | 18 maj 2012 | Kamza | 0 – 2   | Besa Kavajë          | Stadiumi Skënderbeu, Korçë       |                                  |
| 16.30 CET | 16.30 CET   |       | Rapport | 18′ Roshi 75′ Mihani | Publik: 1 500 Domare: Laver Alla | Publik: 1 500 Domare: Laver Alla |
| 16.30 CET | 16.30 CET   |       |         |                      | Publik: 1 500 Domare: Laver Alla | Publik: 1 500 Domare: Laver Alla |
| 16.30 CET | 16.30 CET   |       |         |                      | Publik: 1 500 Domare: Laver Alla | Publik: 1 500 Domare: Laver Alla |

|           | 19 maj 2012 | Tomori Berat               | 0 – 0   | Besëlindja Lezhë | Qemal Stafa-stadion, Tirana        |                                    |
| 16:30 CET | 16:30 CET   |                            | Rapport |                  | Publik: 2 500 Domare: Emirjon Sino | Publik: 2 500 Domare: Emirjon Sino |
| 16:30 CET | 16:30 CET   |                            |         |                  | Publik: 2 500 Domare: Emirjon Sino | Publik: 2 500 Domare: Emirjon Sino |
| 16:30 CET | 16:30 CET   | Straffsparksläggning 3 – 2 |         |                  | Publik: 2 500 Domare: Emirjon Sino | Publik: 2 500 Domare: Emirjon Sino |

|           | 20 maj 2012 | Apolonia Fier             | 3 – 0   | Lushnja | Niko Dovana-stadion, Durrës |  |
| 16:30 CET | 16:30 CET   | 28′, 70′ Ribaj 85′ Gërxho | Rapport |         |                             |  |
| 16:30 CET | 16:30 CET   |                           |         |         |                             |  |
| 16:30 CET | 16:30 CET   |                           |         |         |                             |  |

## Skytteliga
| Nr | Spelare         | Klubb           | Mål (Str.) |
| -- | --------------- | --------------- | ---------- |
| 1  | Roland Dervishi | Shkumbini Peqin | 20 (7)     |
| 2  | Ervin Bakiu     | Tomori Berat    | 19 (1)     |
| 3  | Bruce Inkango   | Kastrioti Krujë | 14 (2)     |
| 4  | Bekim Bala      | KF Tirana       | 13 (0)     |